# オランダ放送協会
オランダ放送協会（蘭: Nederlandse Omroep Stichting 略称NOS）はオランダの公共放送組織。メディア法により、ニュースとスポーツ、ライブ・イベントの番組を制作することを定められた国営企業。公正なニュース、国会議事の完全中継、公共サービスのおしらせを高頻度・定時に配信する。また、国家的な重大事態が発生した場合は、緊急放送を行うことが義務付けられている。NOSニュースは、ラジオ、テレビの他、文字放送、インターネットで配信されている。

## 歴史
- 1947年　オランダ放送連合(Nederlandse Radio Unie, 略称NRU)設立。
- 1951年5月31日　オランダ・テレビ協会(Nederlandse Televisie Stichting, 略称NTS)設立。
- 1969年5月29日　NRUとNTSの合併により「オランダ放送協会」(NOS)発足。
- 1977年　文字多重放送実験を実施。
- 1980年4月1日　文字多重放送サービス開始。
- 1988年1月1日　メディア法（Media Act）制定により技術・設備部門をオランダ放送製作会社Nederlands Omroepproduktie Bedrijf,略称NOB）として分割民営化。
NOSはNOBに設備使用料を支払うことになった。NOB所在地はアムステルダム郊外ヒルフェルスムのメディア・パーク内で、ここには各放送局が集結している。
- 1995年　オランダ放送番組協会（Nederlandse Programma Stichting,略称NPS）を分社し、文化、芸術、教育、子供向、少数民族向の番組製作が移行。
これにより、NOSは、ニュースとスポーツ、ライブ・イベントに注力することになった。
- 2000年　受信料制度を廃止し、NOSは所得税の値上げした財源で賄われることになった。
- 2003年4月、地上デジタル放送が開始。
- 2005年　コーポレート・アイデンティティにより、新ロゴが制定。
- 2006年12月11日、アナログ停波。
- 2007年　傘下企業を管理する部門を分割。オランダ公共放送(Nederlandse Publieke Omroep,略称NPO)発足。

## 主な番組

### テレビ
- NOSジャーナル(NOS Journaal)-テレビ、ラジオのニュース
- 今日の国会(Den Haag Vandaag)-議会レポート　など
- NOS Jeugdjournaal-子供向けニュース番組
- NOSスタジオスポーツ-スポーツ中継

### ラジオ
- NOS Radio 1 Journaal
- NOS Langs de lijn（スポーツ中継）